# کاسپریا
کاسپریا (به ایتالیایی: Casperia) یک کومونه در ایتالیا است که در استان ریتی واقع شده‌است.

## خصوصیات
کاسپریا ۲۵٫۴ کیلومترمربع مساحت و ۱٬۱۶۴ نفر جمعیت دارد و ۳۹۷ متر بالاتر از سطح دریا واقع شده‌است.